# The Red Summer (EP)
The Red Summer là mini album thứ năm của nhóm nhạc nữ Hàn Quốc Red Velvet, được SM Entertainment phát hành vào ngày 9 tháng 7 năm 2017.

## Bối cảnh và phát hành
Sáng sớm ngày 30 tháng 6, SM Entertainment bất ngờ giới thiệu tài khoản Twitter chính thức của nhóm, nơi đã đăng tải những hình ảnh đầu tiên cho màn comeback của 5 cô gái "Rookie".
Trong tấm ảnh nhá hàng, người hâm mộ dễ dàng phát hiện năm loại trái cây nổi bật, gồm: dưa hấu, nho, cam, kiwi, dứa (thơm) và một chiếc kính đỏ với dòng chữ "Red Velvet". 
Chỉ ít giờ sau, SM Entertainment tiếp tục đăng tải hai tấm hình tiếp theo của thành viên Irene. Thông qua những hình ảnh này, người hâm mộ đã có được rất nhiều thông tin về album tiếp theo. Cụ thể, mini album này có tên gọi là "The Red Summer" và bao gồm 5 bài hát. Ca khúc chủ đề được chọn là "Red Flavor", phát hành vào ngày 9 tháng 7 năm 2017.
Thêm một chi tiết đáng chú ý, ở cả hai tấm hình, tạo hình của Irene đều gắn liền với phong cách retro, quý cô cổ điển. Hình ảnh gắn liền với concept lần này của cô nàng chính là quả dưa hấu - một trong năm loại quả xuất hiện trong ảnh nhá hàng đầu tiên.

## Danh sách bài hát
| STT | Nhan đề                      | Thời lượng |
| --- | ---------------------------- | ---------- |
| 1.  | "빨간 맛 (Red Flavor)"       |            |
| 2.  | "You Better Know"            |            |
| 3.  | "Zoo"                        |            |
| 4.  | "여름빛 (Mojito)"            |            |
| 5.  | "바다가 들려 (Hear The Sea)" |            |